# 莱昂哈德·普弗德尔
莱昂哈德·普弗德尔（德語：Leonhard Pföderl，1993年9月1日—），德国男子冰球运动员。他曾代表德国参加2018年和2022年冬季奥林匹克运动会冰球比赛，其中2018年冬季奥运会获得一枚银牌。